# Château d'Ingrandes
Le Château d'Ingrandes se trouve dans le bourg d'Ingrandes (Indre) à 7 km à l'ouest du Blanc.
Inscrit au titre des monuments historiques en 1987, étendu en 2020, il a été restauré depuis plus de 35 ans par Alain et Jacqueline Drouart.
En 2005, la restauration d'une des tours d'enceinte a permis la reconstitution d'un hourd en bois unique dans la région, à partir des éléments de charpente datés de 1465.

## Histoire
Défendu par la vallée escarpée de l'Anglin au sud, et par de profonds fossés (disparus) au nord, le château féodal a du être construit vers le XIe siècle, édifié à l'emplacement d'un castrum romain, commandant la voie romaine de Bourges à Poitiers et dont on retrouve trace sur la table de Peutinger. Du Guesclin, allant de Sainte-Sévère à Poitiers suivit les bords de l'Anglin, prenant à la hâte les forteresses qui la bordaient aux envahisseurs. Le pays était anglais à cette époque, faisant partie du fief d'Aliénor d'Aquitaine.
Le château fut ensuite reconstruit aux XIVe siècle et XVe siècle. Les vestiges nous restent aujourd'hui : des éléments de charpente, dont l'enrayure de la tour à hourds ont été datés de 1465. Henri IV, lors de ses guerres contre la Ligue, conquit le château et le donna au seigneur du Blanc, Antoine d'Aloigny, en remerciement de son aide.
Les tours en poivrières du donjon et de l'enceinte furent semble-t-il tronquées en application des décrets royaux de 1626 ordonnant la destruction de l'appareil militaire des places-fortes du royaume. Marie-Henriette d'Aloigny, citée par Saint-Simon comme étant une intrigante, fut exilée de la cour de Versailles et vécut au château d'Ingrandes où elle fit construire le logis XVIIe siècle et l'église du village (1698). Après la mise en vente en 1734 à la suite de la déroute financière de sa propriétaire, le fermier général Claude Dupin- grand-père de George Sand (née Aurore Dupin) - devint en 1739 acquéreur de l'ensemble des châteaux du Marquisat du Blanc (Roches, Forges, Ingrandes, etc.). Les circonstances de la destruction du corps de logis sont mal connues : celle-ci pourrait remonter à la fin du XVIIIe siècle. Le château d'Ingrandes resta la propriété des descendants Dupin, le baron de Villeneuve jusqu'au début de ce siècle. En 1923, il devint alors la propriété de la famille Combescure qui l'exploita en tant que ferme jusque dans les années 1970.
Alain et Jacqueline Drouart font l'acquisition des ruines du château féodal d'Ingrandes en 1982 et déposent un dossier de demande de protection. Le château est inscrit à l'inventaire supplémentaire des Monuments historiques par arrêté préfectoral le 1er octobre 1987.
Le logis du XVe siècle est totalement restauré en 1992, le donjon de 4 niveaux est sauvé en 1995. En 2005, un hourd a été reconstruit sur une des tours d'enceinte et en 2008, une nouvelle toiture est  posée pour protéger la tour escalier du logis principal. Les travaux de sauvegarde se poursuivent...

## Architecture
Le plan initial est représentatif de l'architecture philippienne : un donjon circulaire et 4 tours d'angle reliées par les murs d'enceinte, avec tour escalier centrale pour accéder aux 4 niveaux du logis. Il reste plusieurs murs de l'enceinte avec courtines et tours, le donjon ovale et l'ancienne tour d'escalier, ainsi que la partie ancienne du logis datée du XVe siècle. Le logis médiéval est complété par un logis construit au XVIIe siècle et rehaussé au XIXe siècle .

## Visites
Le château est ouvert au public en été (horaires: voir destination Brenne et ci dessous. Il accueille de nombreux visiteurs lors de diverses manifestations.
Des chambres d'hôtes ont été aménagées pour héberger les visiteurs lors de leur séjour dans la région. Cinq chambres d'hôtes de classe (4 épis Gîtes de France) sont proposées dans les vestiges du château féodal.
On y trouve une piscine privée, un espace pique-nique, une rivière, un bateau, des vélos.
Ouverture au public en  2023 : en souvenir de Jacqueline et Alain Drouart, le chateau sera ouvert au public tous les jours sauf mardis : du samedi 17 juin au dimanche 27 aout 18 septembre, de 9 à 12 h le matin (visites libres extérieurs) et de 15 à 18 h l'après midi (visites guidées extérieurs et intérieurs).

## Situation géographique
Ingrandes, au sud ouest du département de l'Indre, est à la frontière entre le Poitou et le Berry, frontière entre l'Aquitaine et le Centre. 
Sur la route de Poitiers et du Futuroscope, vaste parc dédié à l'image, Ingrandes est aussi une des portes du parc naturel régional de la Brenne, étonnant paysage d'étangs, réserve naturelle d'oiseaux aquatiques. 
La région est riche en monuments historiques, châteaux et églises romanes. À 7 km, en Vienne, l'abbaye de Saint-Savin - classée au patrimoine mondial de l’UNESCO - offre un trésor exceptionnel : le plus grand ensemble de peintures murales d’Europe (XIIe s). À 12 km, l'abbaye bénédictine Notre-Dame de Fontgombault est un joyau de l'art roman. Vers Concremiers en suivant l'Anglin, on découvre le Château de Forges, un des mieux préservées de la région qui a gardé une cohérence architecturale.
Ingrandes abrite le musée Henry-de-Monfreid et une maison de l'apiculture.

## Galerie photographique

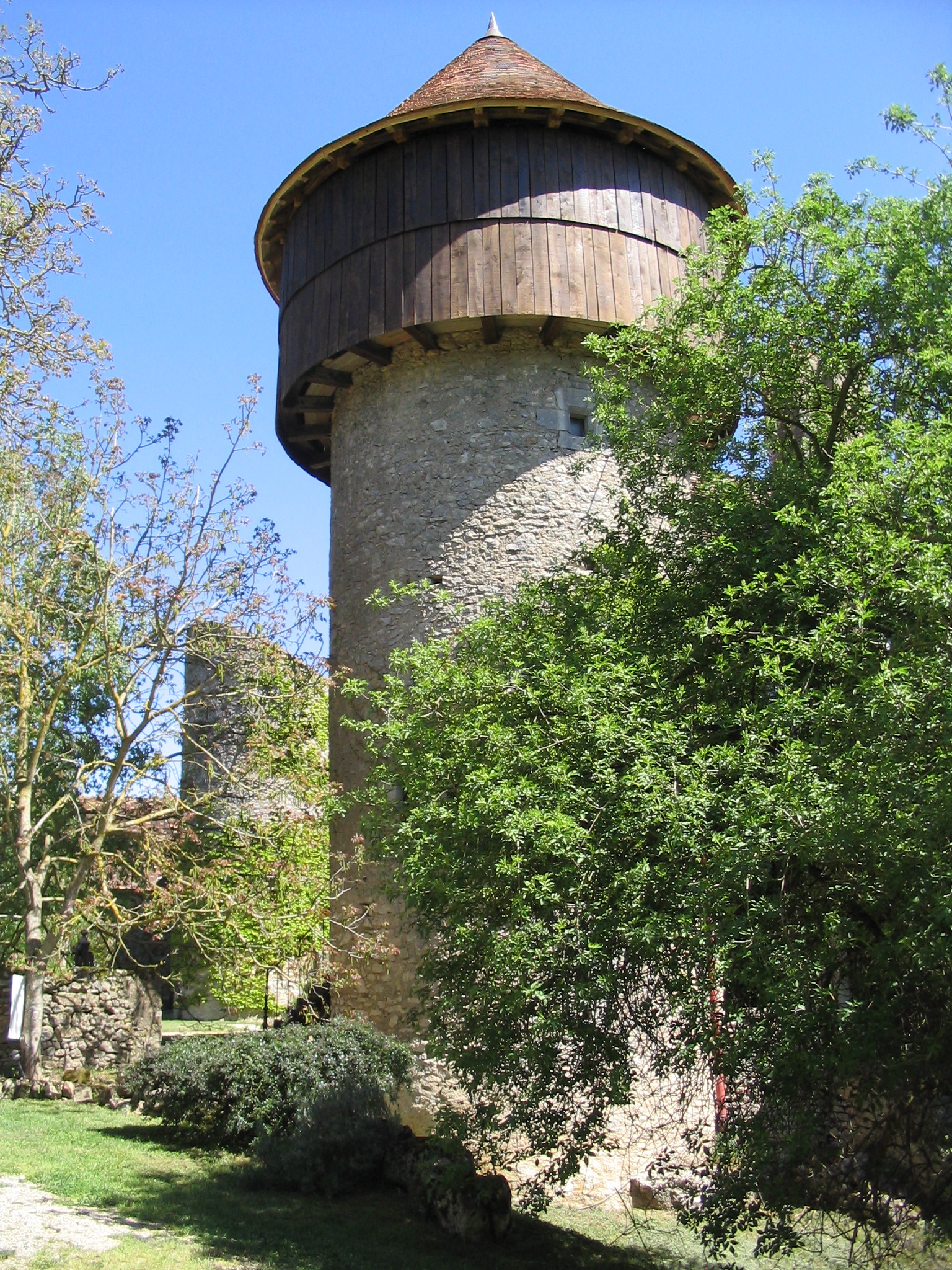
La tour de l'angle sud.
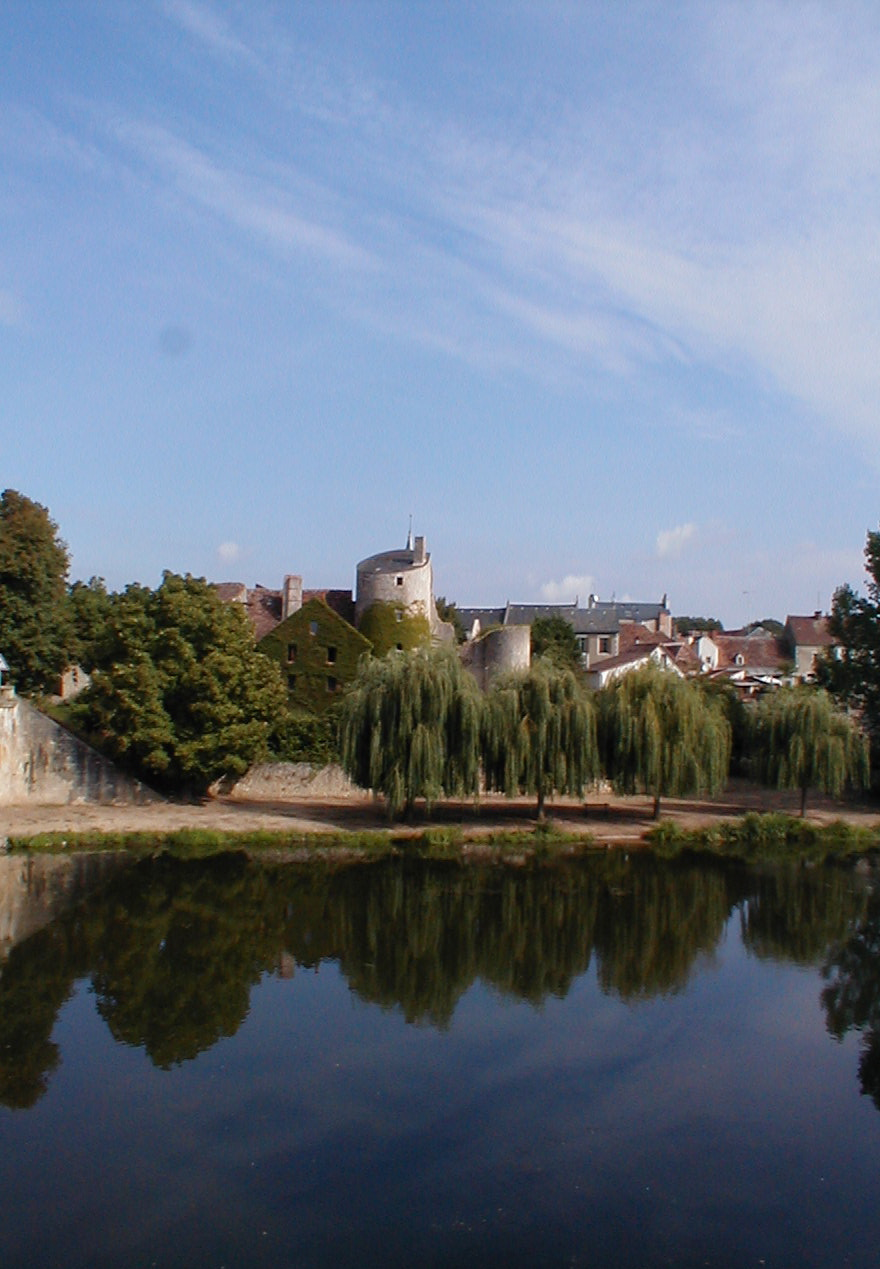